# Selvatico
Selvatico è un termine utilizzato in araldica per indicare un uomo irsuto, cinto e coronato di foglie, talora con la clava e con la spoglia ferina sulle spalle.

Stemma di Naila, Germania
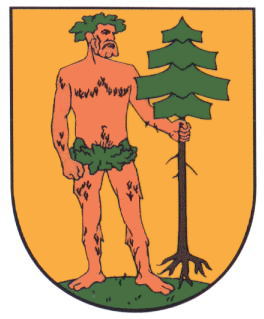
Gehren, Germania
Lappeenranta, Finlandia
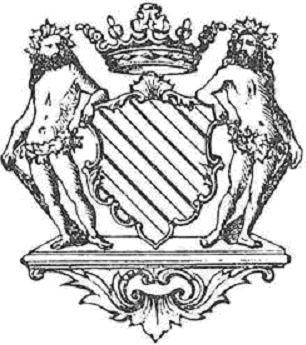
Due selvatici tenenti lo scudo
Due selvatici tenenti lo scudo ('s-Hertogenbosch, Paesi Bassi)
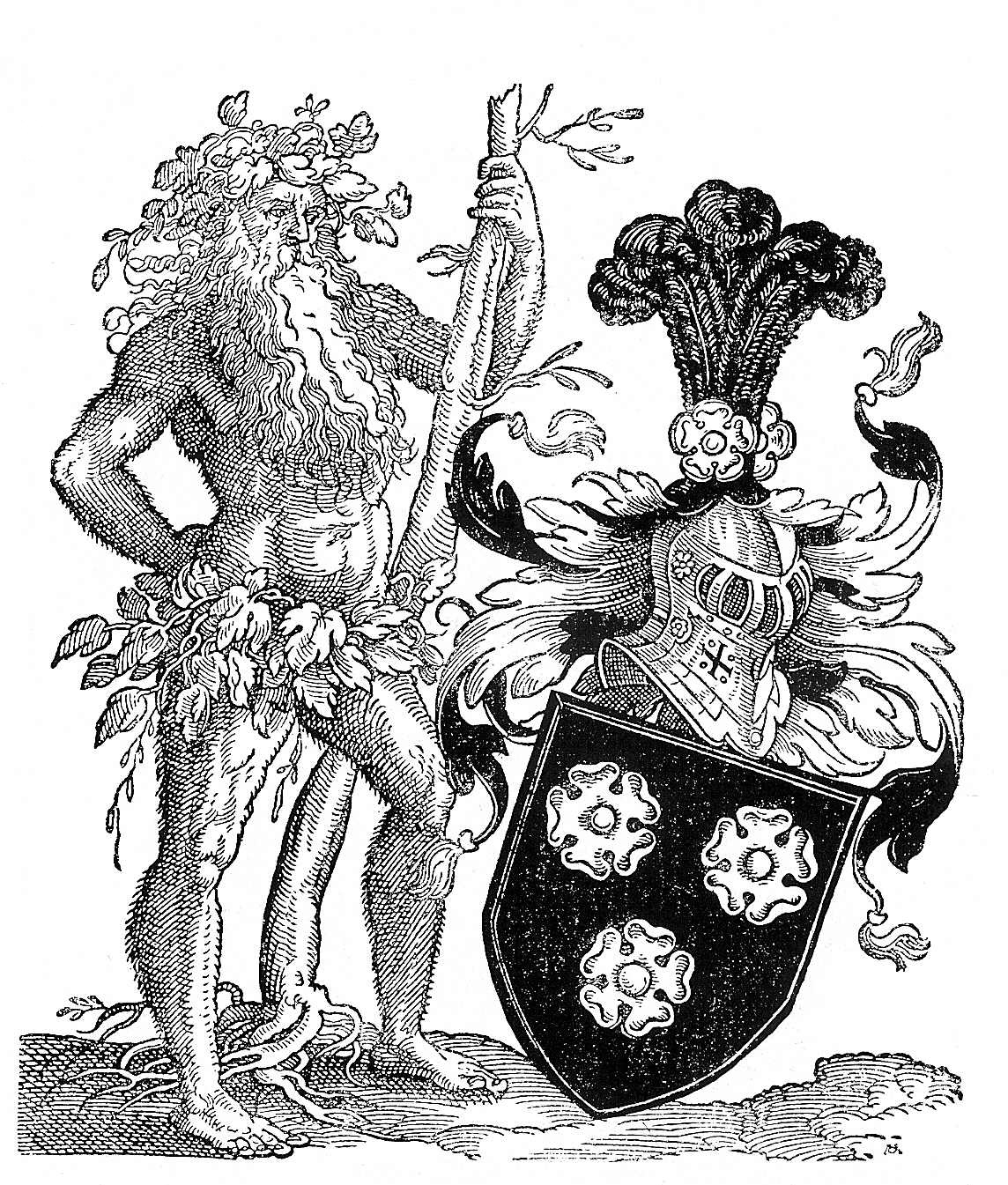
Selvatico tenente lo scudo (famiglia Holzhausen, 1589)